# Розенберг, Пьер
Пьер Розенбе́рг, Розенбер (фр. Pierre Rosenberg; род. 13 апреля 1936, Париж) — французский искусствовед и музейный работник, специалист по истории живописи французских классицизма и рококо, коллекционер. Действующий член Французской академии (с 1995; на кресле № 23), куратор (1962–2001) и директор Лувра (1994–2001).

## Биография
Родился в Париже. В период Второй мировой войны ребёнком вместе с семьёй был спасен от депортации в нацистскую Германию, укрывшись в сельской местности на юго-западе Франции в крестьянских домах. Окончил лицей Карла Великого в Париже, затем Луврскую школу. В 1962 году поступил на работу в Лувр, где прошёл карьеру от должности ассистента до должности хранителя. В октябре 1994 года назначен президентом и директором Лувра, ставшего государственным учреждением в 1992 году. Помимо своей работы куратором, а затем директором, преподавал в престижных Йельском, Принстонском и Кембриджском университетах, а также в Луврской школе. В качестве искусствоведа специализировался на французском и итальянском рисунке и живописи XVII—XVIII веков. Специалист по творчеству Пуссена и Ватто, избран во Французскую академию 7 декабря 1995 года. В 2001 году покинул Лувр, с 2011 года участвовал в подготовке фестиваля в Фонтенбло. В 2015 году возглавил Научный комитет фестиваля.

## Труды
- Jean Restout (1692—1768): Musée des Beaux-arts de Rouen, juin-septembre 1970, avec Antoine Schnapper[фр.], Rouen, 1970
- Le XVIIe français, Paris, éditions Princesse, 1976 OCLC 26908615
- Le Chat et la Palette : le chat dans la peinture occidentale du XVe au XXe siècle, avec Élisabeth Foucart-Walter, Paris, Biro, 1987
- Poussin : " Je n’ai rien négligé ", avec Renaud Temperini, coll. " Découvertes Gallimard / Arts " (nº 233), Paris, Gallimard, 1994
- Catalogue raisonné des dessins de Poussin, avec Louis-Antoine Prat[фр.], Milan, éditions Léonardo, prix XVII en 1995
- Chardin : La nature silencieuse, avec Hélène Prigent, coll. " Découvertes Gallimard / Arts " (nº 377), Paris, Gallimard, 1999
- Du dessin au tableau : Poussin, Watteau, Fragonard, David et Ingres, Paris, Flammarion, 2001 OCLC 48449212
- Jacques-Louis David 1748—1825. Catalogue raisonné des dessins, avec Louis-Antoine Prat, Milan, éditions Leonardo Arte, 2002, 2 vol. OCLC 51105812
- De Raphaël à la Révolution. Les relations artistiques entre la France et l’Italie, Milan, Skira, 2005 ISBN 88-7624-006-3
- Dictionnaire amoureux du Louvre, Paris, Plon, 2007 ISBN 978-2-286-04003-1
- Venise, Arles, Actes Sud, 2011 ISBN 978-2-7427-9660-1
- avec Nicolas Lesur : Pierre Subleyras 1699—1749, Cahier du dessin français — galerie de Bayser, 2013